# ベルナルド・デル・カルピオ
ベルナルド・デル・カルピオ（Bernardo del Carpio）は、中世スペイン文学『ベルナルド・デル・カルピオの歌』（Romance de Bernardo del Carpio）の主人公。

## 設定
収監された父を救おうとした悲劇の英雄。アストゥリアス王国の大英雄。彼はアストゥリアス王アルフォンソ2世の甥。ムーア人に与し、バスク人の敵であるシャルルマーニュ軍を敗北させる。778年にロンスヴォー峠で起こったロンスヴォーの戦いでフランク王国軍と戦い、多くの場合ローランを絞め殺した人物とされる。